# 和寒中継局
和寒中継局（わっさむちゅうけいきょく）は上川郡和寒町南丘（増子山北西高地）にある、NHK旭川放送局（総合テレビ・教育テレビ）と道内民放テレビ各局の中継局である。和寒町には当中継局のほか、町内西和地区に和寒西和中継局があるが、こちらについてもあわせて記述する。

## 概要
- 旭川市の旭川送信所（北海道放送（HBC）・札幌テレビ放送（STV）のアナログテレビは、東旭川送信所）からの電波を受けて、上川、名寄、上士別、温根別の各中継局への伝送の役目であるのと同時に、その先の上川北部・留萌北部・宗谷全域への放送波の受け渡しにも重要な役割を果たしている重要中継局である。
- 地上デジタル放送の中継局はNHK旭川放送局が旭川送信所と同時に2007年10月1日（当初は民放各局とともに2008年を予定していたがNHKのみ計画より1年前倒しされた）に開局し、民放各局もアナログ未開局だったTVh以外の各局が2008年11月10日、TVhは2012年10月30日にそれぞれ開局した。
- TVhの中継局は長らく設置されない状況が続いていたが、2012年10月に富良野地区[1][2][3][4]とともに道北地方および上川総合振興局管内初のデジタル新局として開局した。（後述）
  - TVhの市町村別カバー世帯数では和寒町全世帯の1710世帯中、受信可能な世帯はアナログ710世帯・デジタル670世帯で全世帯の半数以下にとどまっている。一方、隣接する剣淵町では全世帯の1400世帯中、アナログでは1290世帯、デジタルでは1220世帯と8割近くの世帯でTVhが受信可能とされている。ただ、2012年10月30日に和寒中継局が開局し、これに先立つ形で9月27日から試験放送を開始したため、市町村別カバー世帯は飛躍的に増えている。
  - 和寒町の朝日・東和・西和・福原・大成の各地区では一部の地域・世帯で地デジ難視対策衛星放送の対象地域になっているが、受信可能な放送局が地域により分かれており、朝日・東和・福原各地区の一部世帯ではTVhのキー局であるテレビ東京を含めて全放送局が受信可能対象となっているものの、西和・大成各地区の一部世帯ではテレビ東京だけが受信不可能対象となっている。
- 和寒中継局の受信エリアは和寒町（西和・福原地区を除く）、剣淵町のほぼ全域と、士別市の一部地域（西側）となっている。UHF送信アンテナは北側に指向性を持たせている。一部地域を旭川送信所（主に塩狩地区）、名寄中継局（主に北原地区）、上士別中継局でカバーする。
  - 和寒中継局の受信エリア内でも町内の朝日地区のごく一部ではすぐ近くに障害となる山がそびえており、同中継局の受信が不可能となっている。
  - 当中継局には上川中継局への伝送のためにグリッドパラボラの送信アンテナが設置されている（UHF送信アンテナが北方向に指向性を持たせているため）。
- 和寒西和中継局の受信エリアは和寒町の西和・福原地区の全域となっている。一部地域を旭川送信所・深川中継局でカバーする。
- 和寒中継局の周辺にはNTTドコモなどの携帯電話基地局も置かれている。

## 和寒中継局

### 地上デジタルテレビジョン放送送信設備
| リモコン キーID | 放送局名             | 物理 チャンネル | 空中線 電力 | ERP | 放送対象地域                         | 放送区域 内世帯数 | 偏波面   | 開局日          |
| --------------- | -------------------- | --------------- | ----------- | --- | ------------------------------------ | ----------------- | -------- | --------------- |
| 1               | HBC 北海道放送       | 16              | 3W          | 38W | 北海道                               | 約3,700世帯       | 水平偏波 | 2008年 11月10日 |
| 2               | NHK 旭川教育         | 18              | 3W          | 50W | 全国                                 | 約3,700世帯       | 水平偏波 | 2007年 10月1日  |
| 3               | NHK 旭川総合         | 38              | 3W          | 49W | 道北圏 （上川・留萌・ 宗谷・北空知） | 約3,700世帯       | 水平偏波 | 2007年 10月1日  |
| 5               | STV 札幌テレビ放送   | 36              | 3W          | 34W | 北海道                               | 約3,700世帯       | 水平偏波 | 2008年 11月10日 |
| 6               | HTB 北海道テレビ放送 | 35              | 3W          | 34W | 北海道                               | 約3,700世帯       | 水平偏波 | 2008年 11月10日 |
| 7               | TVh テレビ北海道     | 17              | 3W          | 39W | 北海道                               | 約3,700世帯       | 水平偏波 | 2012年 10月30日 |
| 8               | UHB 北海道文化放送   | 34              | 3W          | 33W | 北海道                               | 約3,700世帯       | 水平偏波 | 2008年 11月10日 |

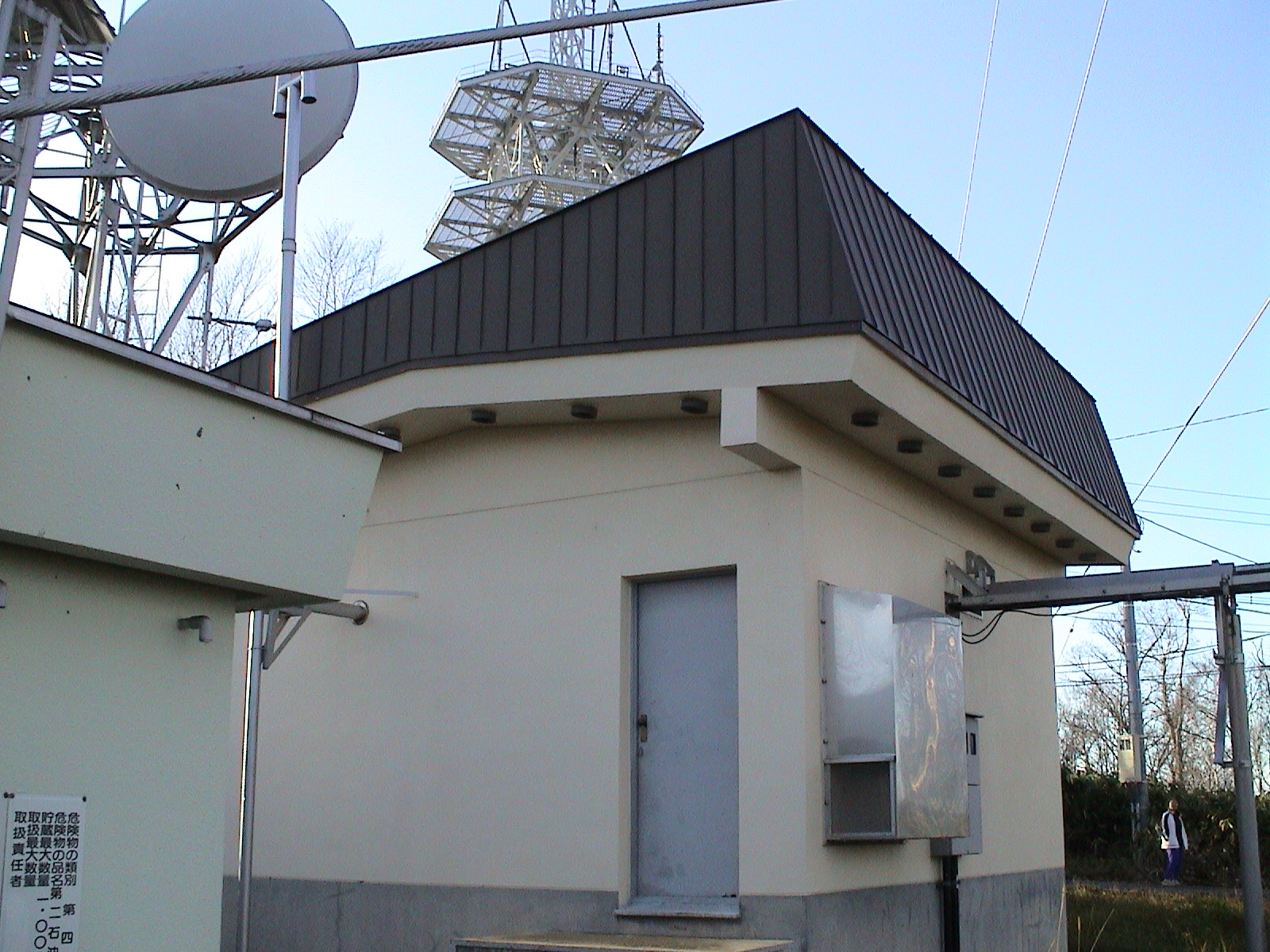
和寒中継局
（NHK旭川放送局）

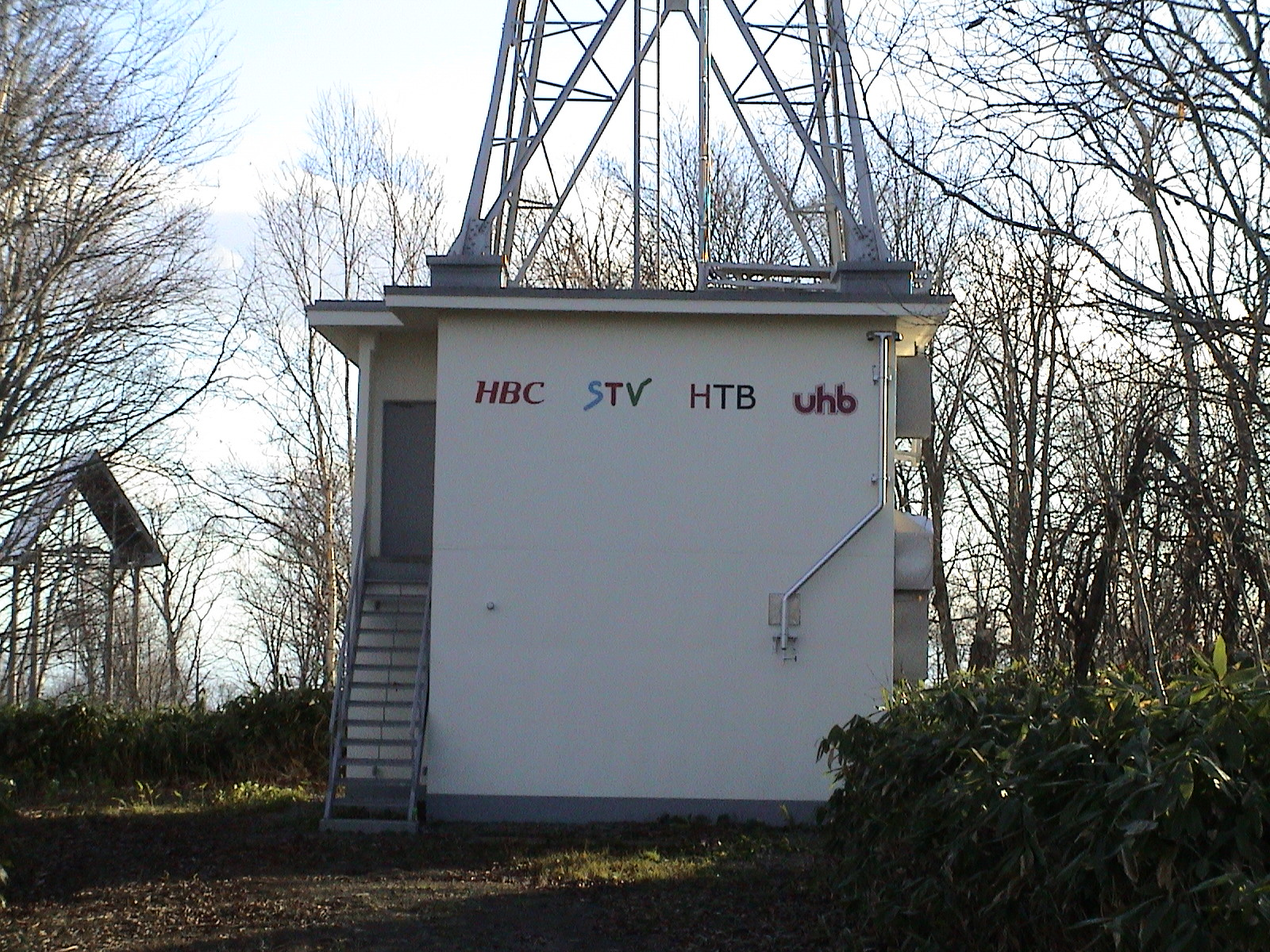
和寒中継局
（民放）

- NHK旭川放送局は、2007年7月26日に予備免許交付、9月10日に試験放送開始、9月26日に本免許交付となり、10月1日に本放送開始（旭川送信所と同時開局）。
- TVhを除く道内民放各局は、2008年8月21日に予備免許交付、9月1日午後に試験放送開始、11月10日に本免許交付となり、同日本放送開始。
- TVhは、2012年8月20日に予備免許交付、9月27日午前11:00から試験放送開始、10月30日に本免許が交付され、同日から本放送開始[5]。なお、近隣の旭川送信所、旭川台場中継局、幌加内中継局は開局済みだったものの、当中継局は長らく開局の見通しが立たない状況が続いていた。北海道における長期不況と地上デジタル放送開始に伴うアナログ中継局の設置が打ち切りになったことに加え、割り当て可能な空きチャンネルがなく、完全デジタル化までチャンネル割り当てが事実上できない状況となっていた。しかし、2011年7月24日にアナログテレビ放送が完全停波されて空きチャンネルが発生し、割り当てもできる状況になったことに加え、後述する金銭的支援が得られるようになったことから、開局する見通しが付いた。
  - 稚内中継局まで結ぶための重要な役割を果たす名寄中継局や知駒中継局、この和寒中継局の電波を受信している上川中継局は、この和寒中継局が長らく開局しない状況が続いていたことから、上川町及び和寒町以北から礼文町に至る道北各地では、原則としてTVhが視聴できない状況が続いていた（羽幌中継局または札幌送信所が受信できる留萌全域と宗谷の利尻島・礼文島、旭川送信所の受信できる名寄市以南の一部および地デジ難視対策衛星放送でテレビ東京を含めた全放送局が受信可能対象としてホワイトリストに指定されている和寒町の朝日・東和・福原、士別市朝日町の岩尾内・茂志利、上川町の愛山渓・越路の各一部地域の当該世帯を除く）。その状況の中、2012年10月にTVhの和寒中継局を開局したことで、当中継局のエリア内における難視聴解消の実現のみに限らず、その先の上川町、上川北部・留萌北部・宗谷全域における中継局設置・難視聴解消の実現にも向けて一歩前進する運びとなった[2][3]。
  - 建設に当たってはカバー率拡大を目指すTVh側の要望を受けた和寒町が事業主体となって整備することになった。当中継局の事業費（建設費用）4300万円を盛り込んだ2011年度の一般会計補正予算案を2011年12月21日に町議会で可決したが、実際の建設費用は総務省が所管する「地デジ移行に伴う中継局整備支援策」（建設費用の半額を補助するというもの）とTVhが町に支払う負担金などでまかなうため、実質的に和寒町側の負担はないという。スケジュールでは2012年3月に着工し、工事が完了する同年9月にも試験放送を開始する予定で整備が進められた[2][3]。
- NHKの地上デジタル放送中継局は道北地方では初の設置である（旭川送信所はコールサインが付いて親局として位置づけられているため）。TVhを除く民放各局の中継局も旭川送信所管轄下としては試験電波発射を含め、初となっている。
- HTBデジタルテレビの物理送信チャンネルはかつて同局が使用していた札幌親局・函館送信所・網走送信所のアナログテレビと同じチャンネルである。また、TVhデジタルテレビの物理送信チャンネルはかつて同局が使用していた札幌親局のアナログテレビ放送と現在同局が使用している帯広送信所と近隣の旭川台場中継局のデジタルテレビと同じチャンネルである。
- TVhを除く民放各局のデジタル中継局開局当初のERPはHBCが40W、STVが36W、HTBが35W、UHBが34Wだったが、送信アンテナ移設とTVhの試験放送開始後は微小ながらも若干減力された状態となっている。

### 地上アナログテレビジョン放送送信設備
| 物理 チャンネル | 放送局名             | 空中線 電力       | ERP                | 放送対象地域                         | 放送区域 内世帯数 | 偏波面       | 開局日          |
| --------------- | -------------------- | ----------------- | ------------------ | ------------------------------------ | ----------------- | ------------ | --------------- |
| 41              | UHB 北海道文化放送   | 映像30W/ 音声7.5W | 映像520W/ 音声130W | 北海道                               | 不明              | 水平偏波     | 1977年 6月9日   |
| 44              | HTB 北海道テレビ放送 | 映像30W/ 音声7.5W | 映像500W/ 音声125W | 北海道                               | 不明              | 水平偏波     | 1972年 11月29日 |
| 46              | NHK 旭川教育         | 映像30W/ 音声7.5W | 映像550W/ 音声135W | 全国                                 | 不明              | 水平偏波     | 1965年 11月15日 |
| 48              | NHK 旭川総合         | 映像30W/ 音声7.5W | 映像550W/ 音声135W | 道北圏 （上川・留萌・ 宗谷・北空知） | 不明              | 水平偏波     | 1965年 11月15日 |
| 51              | STV 札幌テレビ放送   | 映像30W/ 音声7.5W | 映像580W/ 音声145W | 北海道                               | 不明              | 水平偏波     | 1965年 11月18日 |
| 54              | HBC 北海道放送       | 映像30W/ 音声7.5W | 映像600W/ 音声150W | 北海道                               | 不明              | 水平偏波     | 1966年 9月26日  |
| （割当なし）    | TVh テレビ北海道     | （開局せず）      | （開局せず）       | （開局せず）                         | （開局せず）      | （開局せず） | （開局せず）    |

- 全局2011年7月24日廃局。
- NHK教育は1965年の中継局開局当初、45chで放送されていたが、1970年6月15日に46chへ変更された[11]。
- 先述のとおり、TVhのみチャンネルは割り当てられていなかったが、デジタル放送では2012年10月30日開局。

## 和寒西和中継局

### 地上デジタルテレビジョン放送送信設備
| Iリモコン キーID | 放送局名             | 物理 チャンネル | 空中線 電力 | ERP  | 放送対象地域                         | 放送区域 内世帯数 | 偏波面   | 開局日          |
| ---------------- | -------------------- | --------------- | ----------- | ---- | ------------------------------------ | ----------------- | -------- | --------------- |
| 1                | HBC 北海道放送       | 48              | 10mW        | 33mW | 北海道                               | 約20世帯          | 水平偏波 | 2010年 10月29日 |
| 2                | NHK 旭川教育         | 43              | 10mW        | 33mW | 全国                                 | 約20世帯          | 水平偏波 | 2010年 10月29日 |
| 3                | NHK 旭川総合         | 44              | 10mW        | 33mW | 道北圏 （上川・留萌・ 宗谷・北空知） | 約20世帯          | 水平偏波 | 2010年 10月29日 |
| 5                | STV 札幌テレビ放送   | 46              | 10mW        | 33mW | 北海道                               | 約20世帯          | 水平偏波 | 2010年 10月29日 |
| 6                | HTB 北海道テレビ放送 | 40              | 10mW        | 33mW | 北海道                               | 約20世帯          | 水平偏波 | 2010年 10月29日 |
| 7                | TVh テレビ北海道     | 49              | 10mW        | 33mW | 北海道                               | 約20世帯          | 水平偏波 | 2013年 1月21日  |
| 8                | UHB 北海道文化放送   | 42              | 10mW        | 33mW | 北海道                               | 約20世帯          | 水平偏波 | 2010年 10月29日 |

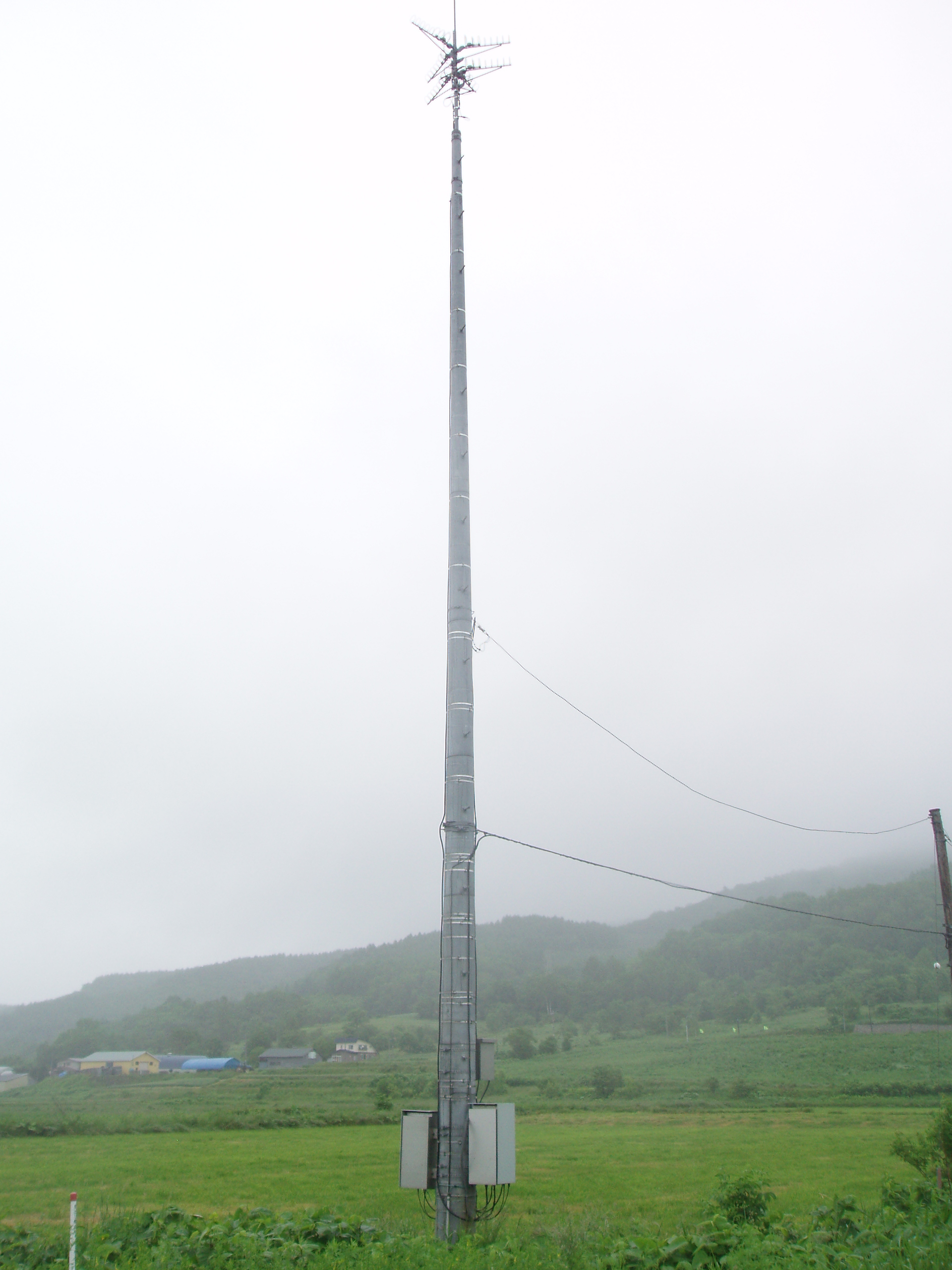
和寒西和中継局

- TVhを除く各局は2010年10月29日に、TVhは2013年1月21日にそれぞれ開局した。民放は当初自力建設困難となっていた。場所によっては旭川送信所・深川中継局・和寒中継局（いずれもTVh込み）からの電波が受信できるところもある。TVhについては当初、2012年度内の開局が予定されていなかったが、2012年9月に行われた定例会で160万円の予算が付けられることになったため[12]、一転して2013年1月に開局することとなった。当初2012年度内での開局が予定されていなかったのは、当中継局が名寄中継局からの電波を受信しており、2012年12月27日の名寄中継局開局を待つことになっていたためである。[13]
- 以下の和寒西和中継局デジタル放送チャンネルは以前使用していた和寒中継局のアナログ放送と同一のチャンネルを使用している（左側が和寒西和中継局の放送局名・右側が和寒中継局の放送局名）。
  - HBCデジタル-NHKアナログ総合（48ch）
  - NHKデジタル総合-HTBアナログ（44ch）
  - STVデジタル-NHKアナログ教育（46ch）
- デジタル新局で開局するTVhに割り当てられた49chは当中継局でUHBのアナログ放送に割り当てられていたチャンネルである。

### 地上アナログテレビジョン放送送信設備
| 物理 チャンネル | 放送局名             | 空中線 電力         | ERP                  | 放送対象地域                         | 放送区域 内世帯数 | 偏波面       |
| --------------- | -------------------- | ------------------- | -------------------- | ------------------------------------ | ----------------- | ------------ |
| 47              | HTB 北海道テレビ放送 | 映像100mW/ 音声25mW | 映像470mW/ 音声115mW | 北海道                               | 不明              | 水平偏波     |
| 49              | UHB 北海道文化放送   | 映像100mW/ 音声25mW | 映像470mW/ 音声115mW | 北海道                               | 不明              | 水平偏波     |
| 53              | NHK 旭川総合         | 映像100mW/ 音声25mW | 映像470mW/ 音声115mW | 道北圏 （上川・留萌・ 宗谷・北空知） | 不明              | 水平偏波     |
| 55              | STV 札幌テレビ放送   | 映像100mW/ 音声25mW | 映像470mW/ 音声115mW | 北海道                               | 不明              | 水平偏波     |
| 57              | HBC 北海道放送       | 映像100mW/ 音声25mW | 映像470mW/ 音声115mW | 北海道                               | 不明              | 水平偏波     |
| 59              | NHK 旭川教育         | 映像100mW/ 音声25mW | 映像470mW/ 音声115mW | 全国                                 | 不明              | 水平偏波     |
| （割当なし）    | TVh テレビ北海道     | （開局せず）        | （開局せず）         | （開局せず）                         | （開局せず）      | （開局せず） |

- 全局2011年7月24日廃局。
- 受信元の中継局はアナログ・デジタルとも名寄中継局となっている。

## 施設について
- 和寒中継局の建物は2つある。
  - 1つはNHK旭川放送局の単独使用。一般的なAMラジオ送信所のように1本の鉄塔を数本のワイヤーで支えている。この施設（建物・鉄塔）は当初、NHK・STV共同のアナログテレビ中継局として1965年に開局。翌1966年にはHBCのアナログ放送設備、2007年にはNHKのデジタル放送設備もこの施設に追加して設置。建物は送信局舎と電源設備（自家発電装置など）で2棟に分かれている。放送局のロゴは壁面には描かれていない。
  - もう1つは民放各局の共同使用。鉄塔は自立鉄塔式で送信局舎の上に建てられている。この施設は当初、HTB単独のアナログテレビ中継局として1972年に開局。1977年にはUHBのアナログ放送設備、2008年にはTVhを除く民放各局のデジタル放送設備もこの施設に追加して設置したが、2012年8月までにHTB・UHBのアナログ放送設備の撤去と入れ替えでTVhのデジタル放送設備も追加設置された[3][14]。

前述の画像にもあるとおり、民放各局の地上デジタル放送ではこれまでアナログテレビ放送を行ってきた既存のHTB・UHBの共同施設をそのまま使用し、前者2局に加えて、HBC・STV・TVhもこの施設を使用している。壁面に放送局のロゴが描かれている（HBCは2001年12月からの現行ロゴ。STVは1959年開局時の正式ロゴでなく、2000年のスピカ登場時のロゴ。HTBは2006年1月からの現行ロゴ（長方形部分のダイナミックスクエアは省略）。UHBは1983年10月からの現行ロゴ）。
そのため、これまで1965年のアナログ中継局開局からNHK旭川放送局・HBC・STVの3局で共同使用してきた施設のうち地デジ完全移行となる2011年7月25日以降はNHK旭川放送局のみが残り、NHKの単独施設となる。
2012年10月30日開局のTVhについては、民放施設へ相乗りすることになった。
- 旭川・東旭川送信所からの電波を受ける受信場所は送信場所と同じく和寒町であるが、アナログ放送ではHBCのみ鷹栖町で受けていた。
- 和寒西和中継局は各局共同使用である。

## その他
- 2009年2月15日にNHK総合テレビの自己批評番組「三つのたまご」で和寒中継局の設備周辺および送受信アンテナの除雪の様子が全国放送で紹介された。
- 2012年2月13日にNHK総合テレビの「つながる@きたカフェ あさひかわ」（道北・北空知ローカル）で和寒中継局の設備周辺および送受信アンテナの除雪の様子のほか、中継局設備の電源局舎（非常用発電機が入っている電源局舎）と送信機器の入る局舎の内部もそれぞれ紹介された。同年2月上旬の撮影時点では運用を終えているアナログテレビ放送送信機は撤去せずに設備内に残されている。